# La Chapelle-du-Bard
La Chapelle-du-Bard är en kommun i departementet Isère i regionen Auvergne-Rhône-Alpes i sydöstra Frankrike. Kommunen ligger i kantonen Allevard som tillhör arrondissementet Grenoble. År 2022 hade La Chapelle-du-Bard 536 invånare.

## Befolkningsutveckling
Antalet invånare i kommunen La Chapelle-du-Bard
Referens:INSEE